# Berta zygophyxia
Berta zygophyxia là một loài bướm đêm trong họ Geometridae.